# Severn (dopływ Zatoki Hudsona)
Severn – rzeka w północno-zachodniej części kanadyjskiej prowincji Ontario, której część zlewni sięga prowincji Manitoba. 
Położenie jej źródeł nie jest oczywiste - podawane są jezioro Finger lub jezioro Deer Lake. Od wschodniej części działu wodnego wody jej płyną w kierunku północno-wschodnim i wpadają do Zatoki Hudsona w mieście Fort Severn. Pod względem hydrograficznym została zidentyfikowana przez angielskiego kapitana Thomasa Jamesa w roku 1631. Odkrywca nazwał ją wówczas New Severn, jako że za pierwszą uważał jej imienniczkę – rzekę o największym przepływie w Anglii.
Wzdłuż Severn River osiedlały się plemiona indiańskie, dla których mimo dokuczliwych bystrz rzeka ta stanowiła cenny trakt handlowy, ułatwiający wysyłkę skór z okolic Jeziora Winnipeg do Zatoki Hudsona.
Zlokalizowane przy ujściu miasto Fort Severn zostało założone w 1689 roku przez Kompanię Zatoki Hudsona jako faktoria, lecz już po roku zostało spalone przez kolonistów, dla zapobieżenia łatwej grabieży ze strony Francji. Zgliszcza osady zostały przejęte przez Pierre’ Le Moyne d’Iberville’a, który odbudował osadę jako Fort-Thérèse i zaprowadził na tym terenie administrację francuską.
Osada została opuszczona w 1714 r., a przyczółek handlowy został odbudowany w 1759 roku. Od tego czasu funkcjonuje nieprzerwanie do dzisiejszego dnia, należąc do najstarszych europejskich wspólnot osadniczych w Ontario.